# Lepidisis cyanae
Lepidisis cyanae is een zachte koraalsoort uit de familie Isididae. De koraalsoort komt uit het geslacht Lepidisis. Lepidisis cyanae werd in 1986 voor het eerst wetenschappelijk beschreven door Grasshoff. 